# Адольф (герцог Гелдерна)
Адольф Эгмонт (фр. Adolphe d’Egmont; 12 февраля 1438, Граве — 22 июля 1477, Турне) — герцог Гелдерна и граф Цютфена в 1465—1471 годах. Сын Арнольда Гелдернского и Екатерины Клевской.

## Биография
Часть своей юности Адольф провёл при дворе своего родственника шотландского короля Якова.
В 1465 году отец Адольфа поссорился с Филиппом Бургундским по поводу выборов утрехтского епископа. Филипп сместил Арнольда и возвел на трон Адольфа. Он также сделал его кавалером ордена Золотого Руна и женил на своей племяннице Екатерине де Бурбон.
Но новый бургундский герцог Карл Смелый поссорился с Адольфом и в 1471 году восстановил на гелдернском троне Арнольда. Тот, в свою очередь, передал бразды правления Карлу Смелому.
Адольф оказался в тюрьме, из которой был освобожден фламандцами только после гибели Карла Бургундского в 1477 году. Гелдернские штаты признали его герцогом, и он обратился за поддержкой к французскому королю.
Однако 22 июля 1477 года Адольф погиб при осаде Турне и Гелдерн был захвачен Габсбургами.

Филипп де Коммин так описывает его биографию и биографию его отца:
Был тогда молодой герцог Гельдернский по имени Адольф, женатый на одной из дочерей из дома Бурбонов, сестре монсеньора Пьера де Бурбона, что живет и ныне; а женился он на ней в доме Бургундского герцога, почему и пользовался некоторым его благоволением.
Он совершил страшный поступок: однажды вечером схватил своего отца, когда тот собирался идти спать, провел его босым в очень холодную пору пять немецких лье, заключил в подвал башни, куда почти совсем не приникал свет, кроме как через слуховое окошко, и продержал его там пять лет 4; из-за этого вспыхнула война между герцогом Клевским, на сестре которого был женат плененный герцог, и этим молодым герцогом Адольфом. Герцог Бургундский несколько раз пытался их примирить, но безуспешно. В конце концов к этому приложили руку папа и император, и герцогу Бургундскому было велено любыми средствами освободить герцога Арнольда из тюрьмы. Он так и сделал, ибо молодой герцог не осмелился ему отказать, видя, сколь многие важные лица вмешались, в это дело, и боясь герцога Бургундского. Я несколько раз видел, как они спорили в зале на заседании большого совета и как добрый старик вызывал своего сына на поединок. Герцог Бургундский очень хотел их примирить, испытывая симпатию к молодому. Последнему был предложен пост губернатора, или управителя, области Гельдерн со всеми доходами, за исключением маленького городка Граве, лежащего близ Брабанта, который вместе с доходами от него должен был остаться у отца, который получил бы еще и 3 тысячи флоринов пенсии. Таким образом, у отца остался бы доход в 6 тысяч флоринов и титул герцога, как и положено. Вместе с другими, более опытными людьми меня отправили передать это предложение молодому герцогу, который ответил, что предпочел бы бросить своего отца вниз головой в колодец, с тем чтобы и его самого сбросили туда же, нежели заключать такое соглашение, ибо его отец пробыл герцогом 44 года — так пора уже и ему стать герцогом; но что он охотно даст ему 3 тысячи флоринов в год при условии, что он никогда более не появится в герцогстве. Он наговорил еще много другого, столь же безрассудного.
Случилось это как раз тогда, когда король захватил Амьен у герцога Бургундского, находившегося с теми двумя, о которых я рассказываю, в Дуллане. Озабоченный своим положением, герцог поспешил в Эден и забыл об этом деле. Тогда молодой герцог, переодевшись французом, бежал в сопровождении одного спутника в свои земли. Переправляясь через реку возле Намюра, он заплатил за переправу один флорин. Его заприметил некий священник, у которого зародились подозрения, и он переговорил об этом с извозчиком. Тот всмотрелся пристально в лицо того, кто заплатил флорин, и узнал его; его схватили и отвезли в Намюр, где он и пробыл в заключении до смерти герцога Бургундского, пока его не освободили гентцы. Они хотели его женить на той, которая впоследствии стала герцогиней Австрийской, и повели с собой в Турне; там он, лишенный охраны, был .злодейски убит — господь, видимо, не счел его пребывание в тюрьме достаточным отмщением за оскорбление, нанесенное им отцу.
Отец его умер еще до кончины герцога Бургундского, когда сын находился в тюрьме; умирая, он ввиду неблагодарности сына оставил все наследство герцогу Бургундскому. Воспользовавшись этой распрей, герцог Бургундский в то время, о котором я говорю, завоевал герцогство Гельдерн, хотя и встретил там сопротивление. 

## Семья
28 декабря 1463 года Адольф Гелдернский женился на Екатерине де Бурбон (1440—1469), дочери герцога Карла де Бурбона и Агнессы Бургундской. Дети:
- Карл (1467—1538), герцог Гелдерна
- Филиппа (1467—1547), с 1485 замужем за герцогом Рене II Лотарингским (1451—1508).